# Vaballathus
Lucius Iulius (Julius) Aurelius Septimius Vaballathus Athenodorus (266 – 273) là một vị vua của Đế quốc Palmyra. Vaballathus là tên kiểu Latinh của cậu bé theo tiếng Ả Rập là Wahb Allat hoặc món quà của Nữ thần. Vì nữ thần Ả Rập Allāt gần giống như Athena, nên cậu đã dùng cái tên Athenodorus làm tên kiểu Hy Lạp  của mình.

## Tiểu sử
Cha của Vaballathus là tiểu vương xứ Palmyra, Septimius Odaenathus và mẹ là nữ hoàng Zenobia. Khi cha cậu bị người anh em họ của ông Maeonius ám sát vào năm 267, Vabalathus mới có 1 tuổi đã được quần thần cùng mẹ mình lập làm vua (rex consul imperator dux Romanorum, "Vua của các vị vua lừng lẫy" và người hiệu chỉnh totius orientis) của Đế quốc Palmyra. Do ấu đế còn quá nhỏ tuổi nên việc trị quốc đều do Zenobia đảm trách. Rồi sau đó nữ hoàng dẫn quân chinh phục các xứ Ai Cập, Syria, Palestine, Anatolia và Libăng để mở mang bờ cõi của đế chế.
Ban đầu Hoàng đế La Mã Aurelianus đã công nhận triều đình của Vaballathus có lẽ vì ông đang bận chinh chiến với Đế quốc Gallia ở phía tây và còn do dự trong việc kích động mở rộng chiến tranh với Đế quốc Palmyra nhằm tránh thế lưỡng đầu thọ địch. Việc công nhận lẫn nhau này đã được chứng minh từ những đồng tiền xu đầu tiên được đúc dưới thời Vaballathus. Tuy nhiên, mối quan hệ giữa hai đế quốc ngày càng xấu đi và Aurelianus dần biến mất khỏi đồng tiền của mình, trong khi Zenobia và Vabalathus lần lượt công khai sử dụng danh xưng Augusta và Augustus đối chọi với Đế quốc La Mã.
Thế nhưng vương quốc của Zenobia và Vaballathus không tồn tại được lâu khi Aurelianus mang quân chinh phục và tàn phá kinh thành Palmyra vào năm 273 và bắt sống hai mẹ con Vaballathus mang về Roma làm con tin. Theo sử gia Zosimus cho biết thì Vaballathus đã mất trên đường đến Roma. Ngoài ra theo các nhà sử học khác thì Hoàng đế La Mã Aurelianus là một chiến thuật gia quân sự xuất sắc và là một nhà cai trị tài năng. Ông cũng là một trong những Hoàng đế La Mã nhân từ nhất trong lịch sử vì đã tha mạng cho cả hai mẹ con Vaballathus sau khi họ theo chân ông trong buổi lễ diễu hành ca khúc khải hoàn. Trên thực tế, Aurelianus đã ban cho Zenobia thân phận mệnh phụ La Mã và một ngôi biệt thự tráng lệ để bà được sống nốt quãng đời còn lại của mình.